# Wielka synteza chemiczna
Wielka synteza chemiczna – dział przemysłu chemicznego, który zajmuje się procesami syntezy chemicznej na wielką skalę, wytwarzający minimum kilkaset tysięcy ton produktów rocznie. Dział ten specjalizuje się w wytwarzaniu półproduktów i produktów chemicznych, takich jak kwas siarkowy, formaldehyd, metanol, polietylen czy nawozy.

## Wielka synteza chemiczna w Polsce
Funkcjonujące w Polsce przedsiębiorstwa wielkiej syntezy chemicznej na początku XXI wieku przechodziły proces intensywnej restrukturyzacji. Ponieważ większość podmiotów sektora wielkiej syntezy chemicznej należała wówczas do Skarbu Państwa, opracowano Strategię Restrukturyzacji i prywatyzacji sektora wielkiej syntezy chemicznej.
Zidentyfikowano w niej m.in. niskie powiązania pomiędzy poszczególnymi zakładami produkcyjnymi oraz konieczność ich restrukturyzacji.
Efektem tej strategii była między innymi konsolidacja przemysłu chemicznego i nawozowego, m.in. poprzez powołanie Grupy Azoty.
Przedstawiciele wielkiej syntezy chemicznej w Polsce (największe zakłady chemiczne w Polsce):
- Grupa Azoty:
  - Zakłady Azotowe w Tarnowie-Mościcach z siedzibą w Tarnowie i z zyskiem 10,0 mld zł w 2015 roku[15].
  - Grupa Azoty „Puławy” (dawne Zakłady Azotowe „Puławy” S.A.): z zyskiem 3,69 mld zł w 2015 roku[15]; w skład grupy wchodzą m.in. zakłady w Puławach, Zakłady Azotowe w Chorzowie, Gdańskie Zakłady Nawozów Fosforowych „Fosfory”,
  - Grupa Azoty Police w Policach (dawne Zakłady Chemiczne „Police” S.A.) z zyskiem 2,55 mld zł w 2015 roku[15],
  - Grupa Azoty „Kędzierzyn” w Kędzierzynie-Koźlu (dawne Zakłady Azotowe w Kędzierzynie Koźlu; ZAK S.A.) z zyskiem 1,75 mld zł w 2015 roku[15],
  - Grupa Azoty Siarkopol z siedzibą w Grzybowie.

- Anwil, wchodzący w skład koncernu PKN Orlen (Zakłady Azotowe we Włocławku): ze stratą 235 mln zł w 2012 roku[16][a],

- Ciech: z zyskiem 119 mln zł[17][18]
  - CIECH Pianki (dawne Zakłady Chemiczne „Zachem S.A”[19][20][21]), z siedzibą w Bydgoszczy,
  - CIECH Sarzyna S.A. (dawne Zakłady Chemiczne Organika-Sarzyna) z siedzibą w Nowej Sarzynie,
  - CIECH Soda Polska S.A., wchodzące w jej skład: zakłady sodowe w Janikowie i Inowrocławiu,
  - CIECH Vitrosilicon S.A., wchodzące w skład zakłady w Żarach i Iłowej.

Ponadto:
- Elana (Toruń) S.A.[22] w Toruniu wchodzące w skład grupy kapitałowej Boryszew[23].
- Synthos S.A., w tym zakłady chemiczne w Oświęcimiu[24].
- Alwernia S.A. (dawne Zakłady Chemiczne Alwernia S.A.) w Alwerni[25][26].
- Zakłady Chemiczne Siarkopol S.A. w Tarnobrzegu[27].
- Zakłady Chemiczne Rudniki S.A., w Rudnikach[28][29][30].
- Zakłady Chemiczne Luboń S.A. w Luboniu, wchodzą w skład grupy kapitałowej Luvena S.A.[31]
- PCC Rokita S.A., wchodzące w skład koncernu zakłady chemiczne w Brzegu Dolnym[32][33][34].
- Zakłady Włókien Chemicznych Stilon S.A. w Gorzowie Wielkopolskim[35][36].